# DEFCON (игра)
DEFCON — компьютерная игра, стратегия в реальном времени, созданная независимой британской фирмой Introversion Software. Игра создана по мотивам фильма «Военные игры» (англ. Wargames), в котором моделировался глобальный военный конфликт между СССР и США с применением всего термоядерного потенциала обеих сверхдержав. Стилистика и оформление игры (глобальная карта, условные границы, схематичное отображение военных действий) также напоминают о фильме. Девиз игры — Умирают все (англ. Everybody dies), также является отсылкой к фильму, в котором искусственный интеллект, попытавшийся на виртуальные ракеты, запущенные гипотетическим противником, ответить реальным массированным ядерным ударом и проверивший все возможные сценарии ведения войны, приходит к выводу, что это «странная игра — в неё можно выиграть только не начиная игру» и что любая сторона неизбежно проиграет от конфликта.

## Игровой процесс
Целью игры является нанесение как можно большего урона (выражаемого в миллионах убитых — megadeaths) при минимизации своих потерь. Перед началом игры можно выбрать (если не указано по умолчанию) одну из шести доступных территорий:
- Северная Америка (США, Канада)
- Южная Америка (все страны южнее США)
- Европа (включая Восточную)
- Россия
- Африка (весь материк)
- Азия (вся, кроме России)

Максимальное количество игроков: 6. В самом начале раунда игрок размещает на своей территории стационарные объекты и флот. Первой, как правило, к делу привлекается разведывательная авиация. Первые 18 минут игры боевые действия запрещены, этим временем можно воспользоваться для оптимального расположения сил в соответствии с результатами разведки.
При переходе на уровень DEFCON 3 боевые единицы игрока начинают автоматически атаковать технику противника, находящиеся в их зоне действия. Допустимо применение авиации и флота. DEFCON 2 полностью аналогичен DEFCON 3. Запускать же ракеты нельзя до наступления DEFCON 1. Переход на DEFCON 1 снимает все ограничения с игры. Основная проблема игры — выбрать оптимальное время для массированного ракетного нападения, поскольку роль пусковых шахт и систем ПВО играют одни и те же строения, таким образом при переключении станций ПВО в режим ШПУ защищённость городов игрока падает до нуля. При этом расположение шахт автоматически обнаруживается. Единственный способ выиграть (не проиграть) — уничтожить ракетные шахты противника как можно скорее после их обнаружения, не дав ему выпустить все ракеты.
Подводные лодки также становятся видимыми сразу после начала процедуры запуска ракет. Основную опасность для них в этом случае представляет авиация, поэтому необходимо либо сопровождать лодки надводным флотом, либо размещать лодки перед пуском таким образом, чтобы они гарантированно успели расстрелять весь ракетный запас.
Когда суммарное количество боеголовок у воюющих сторон составит заданный процент от начального, начинается обратный отсчёт, значение которого можно менять в настройках. Когда отсчёт заканчивается, игра останавливается, и происходит подсчёт очков. В итоге побеждает игрок, набравший больше всего очков.
Очки рассчитываются по одной из трех методик (выбирается в настройках):
- обычная — за каждый уничтоженный миллион жителей противника игрок получает 2 очка, за каждый потерянный свой — теряет 1 очко.
- сохранение — игроки начинают со 100 очками и теряют по очку за каждый потерянный миллион жителей. Набирать очки в этом режиме нельзя.
- геноцид — игроки получают очки за уничтожение жителей противника, свои потери игнорируются.

### DEFCON
DEFCON — линейная стратегия без возможности создания новых боевых единиц, сбора ресурсов и технического развития. Игроки выбирают расположение их сил с самого начала игры. Система отсчёта не даёт игрокам начать воевать сразу, игра начинается на уровне тревоги DEFCON 5 и, постепенно повышается до уровня DEFCON 1, когда разрешается использование ядерного оружия.
| Уровень DEFCON | Статус | Время                    |
| -------------- | --- | ------------------------ |
| 5              | Нет враждебных действий. Игроки могут размещать флоты и строения на карте, а также флот может двигаться по международным водам. На радарах не показываются боевые единицы противников. | Начало игры              |
| 4              | Нет враждебных действий. Радары показывают здания противника и флоты в радиусе покрытия. Игроки могут продолжать размещать корабли и здания.                                           | 6 минут                  |
| 3              | Разрешён конвенционный бой (бой с применением только обычного, неядерного, оружия). Здания и флот уже не могут размещаться.                                                            | 12 минут                 |
| 2              | Эквивалентен уровню 3. | 20 минут                 |
| 1              | Разрешено использование ядерных ракет. | 30 минут — до конца игры |

## Реакция
| Сводный рейтинг       | Сводный рейтинг              |
| Агрегатор             | Оценка                       |
| --------------------- | ---------------------------- |
| GameRankings          | 83,85 %                      |
| Metacritic            | 84/100                       |
| Иноязычные издания    |                              |
| Издание               | Оценка                       |
| 1UP.com               | A                            |
| Edge                  | 7/10                         |
| Eurogamer             | 8/10                         |
| GamePro               | [ 6 ]                        |
| GameSpot              | 8,1/10                       |
| IGN                   | (Alex) 8,8/10 (Steve) 8,5/10 |
| PALGN                 | 8/10                         |
| PC Gamer (US)         | 83 %                         |
| VideoGamer            | 9/10                         |
| The A.V. Club         | B+                           |
| The New York Times    | (positive)                   |
| Русскоязычные издания |                              |
| Издание               | Оценка                       |
| Absolute Games        | 77 %                         |
| «Игромания»           | 8,5/10                       |

Игра получила преимущественно положительные отзывы, средневзвешенная оценка на агрегаторе рецензий Metacritic — 84/100.
Летом 2018 года, благодаря уязвимости в защите Steam Web API, стало известно, что точное количество пользователей сервиса Steam, которые играли в игру хотя бы один раз, составляет 708 655 человек.